# Bistum Guanare
Das Bistum Guanare (lat.: Dioecesis Guanarensis) ist eine in Venezuela gelegene römisch-katholische Diözese mit Sitz in Guanare. Es umfasst einen Teil des Bundesstaates Portuguesa.

## Geschichte
Papst Pius XII. gründete das Bistum am 7. Juni 1954 mit der Apostolischen Konstitution Ex quo tempore aus Territorien der Bistümer Calabozo und Barquisimeto.
Am 27. Dezember 2002 verlor es einen Teil seines Territoriums an das Bistum Acarigua-Araure.

## Bischöfe von Guanare
- Pedro Pablo Francia Tenreiro, 23. Oktober 1954 – 11. November 1965
- Eduardo Herrera Riera, 30. November 1966 – 31. Oktober 1970
- Angel Rodriguez Adolfo Polachini, 25. März 1971 – 16. April 1994
- Alejandro Figueroa Medina, 21. Februar 1995 – 29. September 2000
- José Sótero Valero Ruz, 19. März 2001 – 12. Oktober 2011
- José de la Trinidad Valera Angulo, 12. Oktober 2011 – 12. April 2023
- Oswaldo Enrique Araque Valerio, seit 12. April 2023